# Roodsnavelduif
De roodsnavelduif (Patagioenas flavirostris) is een vogel uit de familie Columbidae (duiven).

## Verspreiding en leefgebied
Deze soort komt wijdverspreid voor in Midden-Amerika en telt vier ondersoorten:
- P. f. flavirostris: van zuidelijk Texas tot oostelijk Costa Rica.
- P. f. madrensis: Três Marias (nabij westelijk Mexico).
- P. f. restricta: westelijk Mexico.
- P. f. minima: westelijk Costa Rica.

## Status
De grootte van de populatie is in 2019 geschat op 2 miljoen volwassen vogels. Op de Rode lijst van de IUCN heeft deze soort de status niet bedreigd.